# إريك البركي
إريك البركي (بالألمانية: Erich Barke) (و. 1946  م) هو مهندس، وأستاذ جامعي ألماني، ولد في هانوفر، بدأ مشواره المهني سنة 1973.